# Rousettus amplexicaudatus
Rousettus amplexicaudatus är en däggdjursart som först beskrevs av E. Geoffroy 1810.  Rousettus amplexicaudatus ingår i släktet Rousettus, och familjen flyghundar.
Inga underarter finns listade i Catalogue of Life. Wilson & Reeder (2005) skiljer mellan 5 underarter.

## Utseende
Arten blir 137 till 152 mm lång, har en 17 till 23 mm lång svans och väger 84 till 104 g. Den har 83 till 91 mm långa underarmar, 19 till 21 mm långa bakfötter och 18 till 20 mm långa öron. Pälsens grundfärg är brun till gråbrun. Flera hår har gråa spetsar som liknar ett skikt av iskristaller i utseende. Liksom andra släktmedlemmar har arten en lång och kraftig nos och öronen är något spetsiga på toppen. De vita fingrarna står i kontrast till den mörka flygmembranen. Närmast fingrarna är flygmembranen lite genomskinlig. Det andra fingret är utrustat med en klo. Flera hannar och ibland även honor har tofsar av ljusgula hår vid halsens sidor. Dessutom är de flesta hannar något större än honorna.

## Utbredning och habitat
Denna flyghund förekommer i Sydostasien och på öar norr om Australien. Utbredningsområdet sträcker sig från Myanmar och Vietnam till Salomonöarna. Arten vistas i låglandet och i bergstrakter upp till 2200 meter över havet. Habitatet utgörs av skogar och urbaniserade områden som trädodlingar och stadsparker.

## Ekologi
Kolonier med flera tusen individer vilar i grottor eller gruvor. De flyger under natten långa sträckor och äter nästan uteslutande frukter. Efter dräktigheten som varar cirka 15 veckor föder honan en unge. Ungen får ungefär tre månader di.
På Filippinerna har honor antagligen två kullar per år och honor som lever i samma koloni får sina ungar nästan samtidig. För att nå födan kan Rousettus amplexicaudatus flyga 25 km per natt. Infångade exemplar protesterar högljudd och försöker bita.
Liksom andra släktmedlemmar men i motsats till de flesta andra flyghundar skapar arten klickande ljud som används för ekolokaliseringen.

## Hot
Beståndet hotas av skogarnas omvandling till jordbruksmark. Dessutom jagas arten för köttets skull och den dödas när den hämtar sin föda från odlingsmark. Populationen påverkas av störningar vid viloplatsen. Rousettus amplexicaudatus är fortfarande vanligt förekommande. IUCN kategoriserar arten globalt som livskraftig.